# Orquestra Barroca da União Europeia
A Orquestra Barroca da União Europeia (EUBO) é uma iniciativa de formação que permite que jovens intérpretes de música barroca de toda a União Europeia ganhem experiência orquestral, como parte de seu desenvolvimento de carreira, para preencher a lacuna entre o estudo conservatório e uma carreira profissional. O sucesso do projeto, sob a direção de músicos barrocos mais eminentes do mundo, pode ser medido em número de membros ex-EUBO que jogam atualmente em importantes orquestras barrocas da Europa.

## História
A Orquestra foi fundada em 1985 com um repertório com obras de Bach, Scarlatti e Handel. Desde a fundação, passaram pela orquestra mais de quinhentos músicos que apresentaram-se seiscentas vezes em mais de cinquenta países.